# Synagoga w Mysłowicach
Synagoga w Mysłowicach – nieistniejąca synagoga znajdująca się w Mysłowicach przy placu Wolności.
Synagoga została zbudowana w latach 1895–1899 przez firmę Ignatza Grünfelda. Zaraz po wybuchu II wojny światowej, we wrześniu 1939 roku hitlerowcy spalili synagogę, a do odgruzowywania terenu zostali siłą zaciągnięci mysłowiccy Żydzi. Po zakończeniu wojny na miejscu synagogi urządzono skwer. Niedawno na jej miejscu wybudowano nowy budynek mieszczący obecnie część wydziałów Urzędu Miejskiego.
Murowany budynek synagogi wzniesiono na planie prostokąta w stylu mauretańskim. Była jednym z najbardziej charakterystycznych budynków w mieście. Jej wyróżniającym się elementem były dwie wysokie ośmioboczne wieże zwieńczone kopułami, na których iglicach znajdowały się gwiazdy Dawida. Dawniej synagoga była otoczona kutym, stylowym płotem, a przed głównym wejściem znajdowała się wielka kuta brama wjazdowa.